# Makoto Shibahara
Makoto Shibahara (柴原 誠 Shibahara Makoto?, nacido el 23 de abril de 1992 en Shizuoka) es un exfutbolista japonés. Jugaba de centrocampista y su último club fue el Fukushima United FC de Japón.

## Trayectoria

### Clubes
| Club                | País  | Año         |
| ------------------- | ----- | ----------- |
| Shimizu S-Pulse     | Japón | 2011 - 2011 |
| FC Gifu             | Japón | 2013        |
| Fukushima United FC | Japón | 2014        |

## Estadística de carrera

### J. League
| Club                | Año   | J. League | J. League | Copa J. League | Copa J. League | Total | Total |
| Club                | Año   | Part.     | Goles     | Part.          | Goles          | Part. | Goles |
| ------------------- | ----- | --------- | --------- | -------------- | -------------- | ----- | ----- |
| Shimizu S-Pulse     | 2011  | 0         | 0         | 0              | 0              | 0     | 0     |
| Shimizu S-Pulse     | 2012  | 0         | 0         | 1              | 0              | 0     | 0     |
| Shimizu S-Pulse     | 2013  | 0         | 0         | 0              | 0              | 0     | 0     |
| FC Gifu             | 2013  | 16        | 0         | -              | -              | 16    | 0     |
| Fukushima United FC | 2014  | 12        | 1         | -              | -              | 12    | 1     |
| Total               | Total | 28        | 1         | 1              | 0              | 29    | 1     |